# Quatre mariages pour une lune de miel
Quatre mariages pour une lune de miel est une émission de télé-réalité française, d'abord diffusée sur TF1 du 16 août 2011 au 23 octobre 2020. Depuis le 24 janvier 2022, elle est diffusée sur TFX. 
À partir du 2 septembre 2019, elle est présentée par Élodie Villemus, wedding planner,. C'est une première pour l'émission qui n'avait jamais été présentée auparavant. 
En Belgique, elle est diffusée sur RTL TVI et rediffusée sur RTL Plug.
L'émission est adaptée de Four Weddings, émission britannique diffusée depuis 2009 sur la chaîne Sky Living (en). L'émission est également adaptée du programme français en Afrique, elle est diffusée sur Canal+ Afrique depuis 2021.

## Principe
- Chaque semaine 4 mariées mettent en compétition leurs mariages.
- Les 4 mariées en compétition se font juger sur 4 critères : la robe de mariée, la décoration, le repas et l'ambiance du mariage. À noter que l'ouverture du bal était notée avant la révision de l'émission.
- Les mariées juges doivent donner des notes entre 0 et 20.
- Élodie Villemus, experte en mariage, est là pour donner des conseils et attribuer une note à chacun des critères, notes qui comptent pour moitié dans la note finale.
- Le vendredi, au Château de Santeny situé dans le Val-de-Marne, les 4 mariées découvrent leurs notes et celles d'Élodie. Elles se retrouvent autour d’une table d’honneur pour découvrir ensemble les notes et les commentaires de leurs concurrentes sur leurs propres mariages. À la fin du visionnage Élodie annonce la note qu'elle attribue pour la robe de mariée aux 4 candidates avant d’annoncer la gagnante qui remportera une incroyable lune de miel[3].

## Histoire

### Évolution du programme
Le 24 novembre 2014, pour la première fois de l’histoire de l’émission, un couple homosexuel formé par Jean-Claude et Jocelyn a été représenté dans l’émission.
À noter que l'émission accueille régulièrement des couples gays et lesbiens ; dans ce cas, l'un des membres du couple sera avec les trois autres candidats de l'autre sexe.
L'émission produit des semaines spéciales comme « spéciale mères/filles » en 2015,; « spéciale couples » en 2017; « spéciale ouverture de bal » en 2018; « spéciale célébrités » en présence de Joyce Jonathan, Michel Fugain, Laroche Valmont et Collectif Métissé, en 2018; « spéciale vote du public » en 2019; « spéciale hiver » en 2024; « spéciale meilleure invitée » en 2025.
Le 2 septembre 2019, pour la première fois, elle est présentée par Élodie Villemus. 
La semaine du 19 mars 2020, c'est pour la première fois un marié hétérosexuel, Gaëtan, qui prend part à l'aventure au lieu de son épouse.

### Événements
La semaine du 3 octobre 2016, à l’occasion de la 100e semaine de l'émission ;  Natasha St-Pier, Amaury Vassili, Zouk Machine et Julie Piétri sont venus faire une surprise lors du mariage des couples en compétition. Ce genre de surprise peut faire penser à l'émission Stars à domicile,,,,,. 
La semaine du 4 septembre 2018, à l'occasion d'une semaine spéciale ouverture de bal, des danseurs mythique de Danse avec les stars tels que Katrina Patchett, Marie Denigot, Christophe Licata et Maxime Dereymez se sont joint aux couples de mariés,,.
Fin avril 2019, Christian remplace sa femme Michaëlla partie pour des raisons médicales. C’est le mari, qui note à sa place et prend sa place lors de la finale.
Le 7 octobre 2019, le mariage de Christel et Bruno s'est déroulé au Portugal, à Braga.
Le 18 novembre 2019, le mariage d'Emilia et Patrick s'est déroulé en Pologne, à Varsovie.
Le 22 novembre 2019, lors de la finale, un événement inédit a chamboulé le résultat final. Le couple gagnant, au vu des notes finales, Francesca et Shekinael, a tout simplement décidé d'offrir son voyage de lune de miel à Dubaï au couple Adélaïde et Blaise pour leur gentillesse et leur sincérité tout au long de la compétition et pour les notes généreuses et méritées qu'Adélaïde a attribuées au mariage de Francesca et Shekinael. Une première dans le programme en France.
Le 16 juin 2020, le comédien Patrick Poivey, voix-off de l'émission depuis sa création en France, décède des suites d'un AVC. Emmanuel Curtil le remplace à partir de septembre 2020,.
En 2020, en raison du Covid-19, les tournages de l'émission ont été très perturbés et ont eu un impact sur son arrêt de 2020 à 2022.

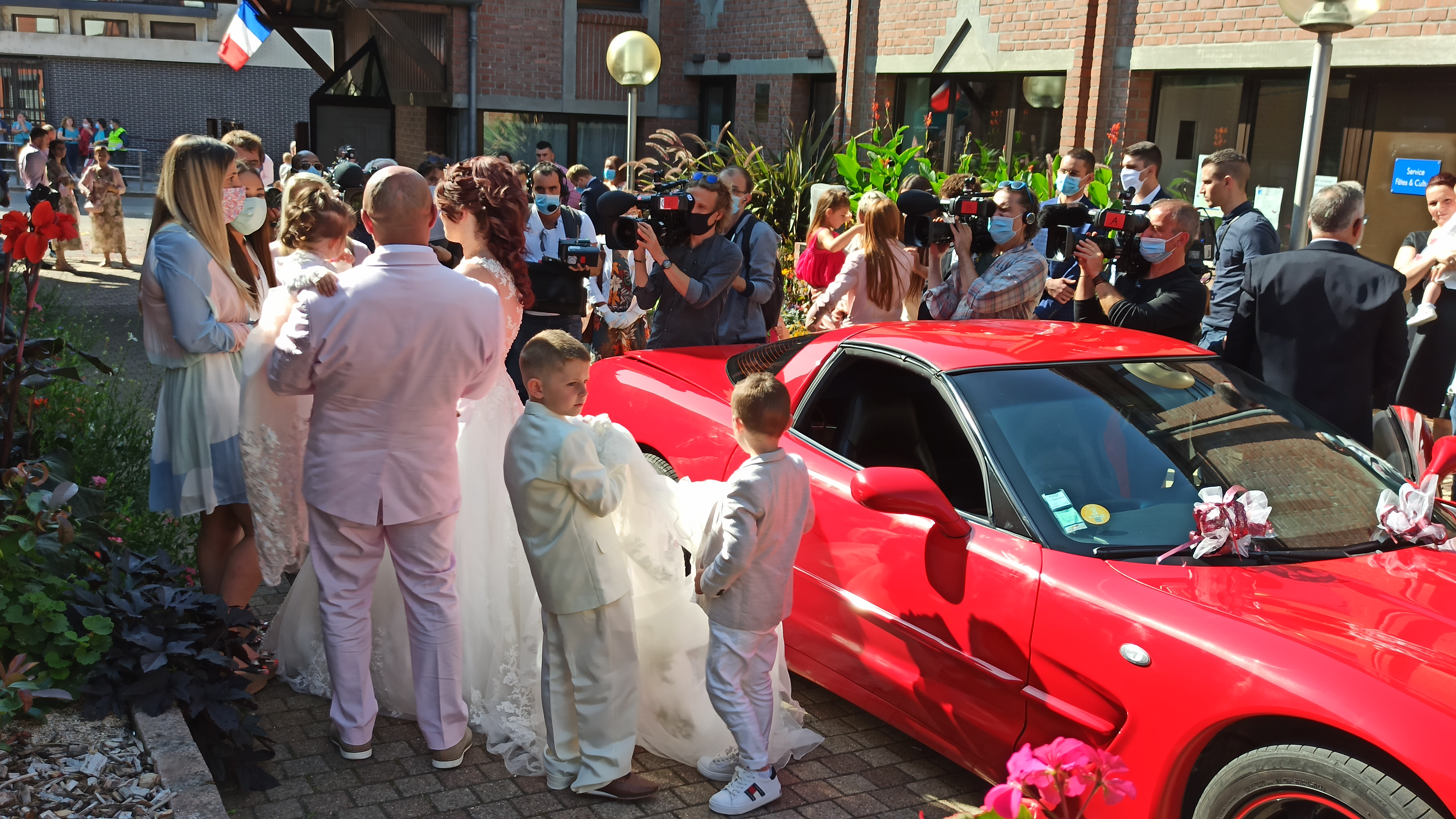
"Quatre mariages pour une lune de miel" en tournage lors d'un mariage à Aniche, samedi 12 septembre 2020

La semaine du 16 octobre 2023, Elodie s'invite aux mariages et rejoint le trio de mariées juges le temps d'une semaine.
La semaine du 18 mars 2024, un homme du nom d'Alexis, rejoint les mariées juges.

## Diffusion
L'émission est diffusée du 16 août 2011 au 23 octobre 2020, du lundi au vendredi sur TF1, dans les environs de 17 h avant Bienvenue chez nous. Elle finit par être est remplacée par l'émission Familles nombreuses : la vie en XXL.
Le 24 janvier 2022, après plus d'un an d'absence, l'émission est de retour en rediffusion puis en inédit sur TFX. Du lundi au vendredi, environ 3 ou 4 émissions sont rediffusées dans les environs de 16 h à 20 h avec parfois une émission inédite qui est diffusée dans les environs de 19 h. 
Le 2 janvier 2023, l'émission revient avec une toute nouvelle formule revisitant notamment la finale du vendredi qui sera désormais au Château de Santeny, toujours sur TFX,.
Du 7 avril 2025 au 18 avril 2025, après cinq ans d'absence, l’émission revient sur sa première chaine TF1 pour deux épisodes inédits chaque jours de 15 h 55 à 17 h 35. Toutefois, ce retour est prévu pour durer deux semaines. La diffusion s'arrête avec un mauvais bilan niveau audiences,.

## Audiences
Le 10 octobre 2012, les audiences de l'émission atteignent son record, avec 1 800 000 de téléspectateurs, soit 18 % de part de marché.  
Sur TFX, l'émission réalise de bonnes audiences, le meilleur chiffre d'audiences date du 19 octobre 2023 et du 23 novembre 2023 avec 480 000 de téléspectateurs avec 2,8 % de part de marché,.
Lors du retour du programme sur TF1, les scores sont assez bon. Le 7 avril 2025, la première émission a rassemblée 527 000 téléspectateurs, soit 11,4 % de part de marché. La seconde émission a conquis 542 000 personnes, soit 10,4 % de part de marché. Jusqu'au 10 avril 2025 où les audiences baissent subitement, 453 000 ont été au rendez-vous sur 8,3 % de part de marché. Le 18 avril 2025, lors du dernier jour de l'émission sur la chaine, le bilan d'audiences est mauvais. Le premier numéro de la journée réuni 353 000 de personnes, soit 7,2 % de part de marché. Le second numéro à fédéré  457 000 téléspectateurs, soit 8 % de part de marché. Le bilan est clair, la fin de l'émission sur TF1 est actée.

## Identité visuelle

Logo de  l'émission de 2011 à 2017.
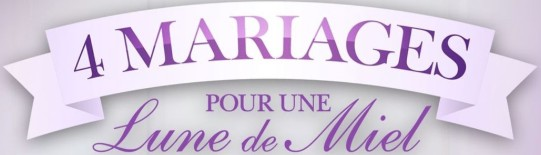
Logo de l'émission depuis 2017.